# Tanella dedeckeri
Tanella dedeckeri is een mosselkreeftjessoort uit de familie van de Leptocytheridae. De wetenschappelijke naam van de soort is voor het eerst geldig gepubliceerd in 1980 door Swanson.